# Cellule de dégrisement
Ne doit pas être confondu avec Chambre de dégrisement ou La Cellule de dégrisement.

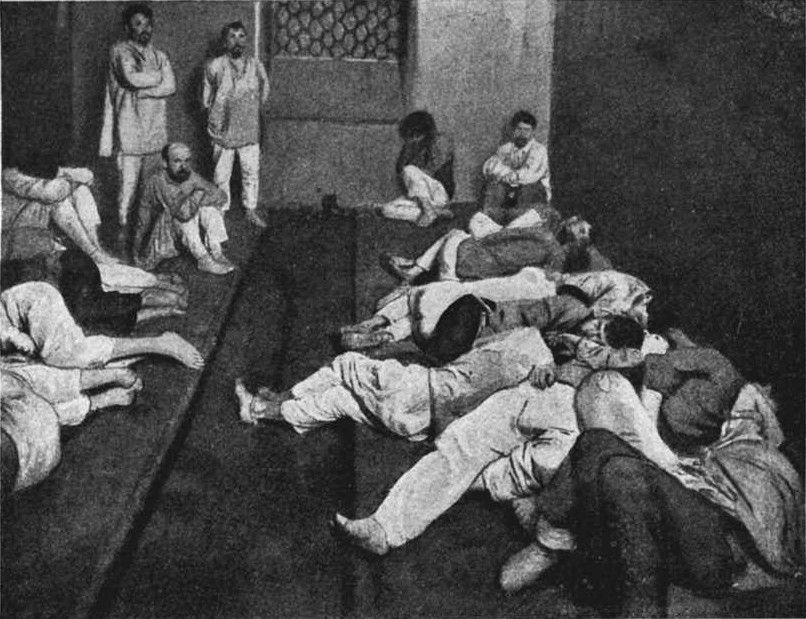
Cellule de dégrisement en Russie en 1914.

Dans certains pays, il existe des cellules de dégrisement ou salles de dégrisement, cellules aménagées dans un commissariat, pour placer, jusqu'à ce qu'elles soient à nouveau sobres, des personnes ayant causé des troubles à l'ordre public du fait de leur ivresse, généralement due à l'alcool.
Les personnes dans cette situation sont soumises à une surveillance particulière en raison d'un risque de suicide ou de complication médicale.